# По морю и суше
«По морю и суше» — еженедельный иллюстрированный журнал, выходивший в Российской империи в 1889—1896 гг.
Был основан в Санкт-Петербурге Еленой Гродзкой как журнал о путешествиях и приключениях, публиковавший также романы для семейного чтения. После того, как Гродзкая вышла замуж за литератора Сергея Бердяева, в ноябре 1890 г. Бердяевы перенесли издание журнала в Киев.
Народническое направление журнала приводило к проблемам с цензурой: так, в октябре 1891 года издание было приостановлено на восемь месяцев в связи с цензурными нарушениями. В 1893 г. Бердяевы вынуждены были продать издание. Его приобрёл писатель и журналист Николай Рейхельт, который перенёс издание в Одессу и переориентировал его, в первую очередь, на морское дело. В 1895 г. журнал перешёл под руководство Афанасия Погибки, в большей степени публиковавшего в нём литературные произведения (в частности, русский перевод одной из повестей Михайлы Коцюбинского). Окончательно закрылся в 1896 году.